# ディクソン多項式
数学においてディクソン多項式（ディクソンたこうしき、英: Dickson polynomials）あるいはブリューワ多項式（Brewer polynomials）とは、L. E. Dickson (1897) によって導入され、Brewer (1961) によるブリューワ和の研究において再発見されたある多項式列で、Dn(x,α) と記述される。
複素数体上では、ディクソン多項式は変数変換によりチェビシェフ多項式と本質的に同値であり、実際しばしばディクソン多項式はチェビシェフ多項式と呼ばれている。ディクソン多項式は、チェビシェフ多項式と同値でないときは、有限体上で多く研究されている。その興味の一つとして、固定された α に対し、ディクソン多項式は置換多項式の多くの例を与えることが挙げられる。ただし置換多項式とは、有限体の置換として働く多項式のことである。

## 定義
D0(x,α) = 2 であり、n > 0 に対する（第一種）ディクソン多項式は次で与えられる。
{\displaystyle D_{n}(x,\alpha )=\sum _{p=0}^{\lfloor n/2\rfloor }{\frac {n}{n-p}}{\binom {n-p}{p}}(-\alpha )^{p}x^{n-2p}.}
このはじめのいくつかを挙げると、次のようになる。
{\displaystyle D_{0}(x,\alpha )=2\,}
{\displaystyle D_{1}(x,\alpha )=x\,}
{\displaystyle D_{2}(x,\alpha )=x^{2}-2\alpha \,}
{\displaystyle D_{3}(x,\alpha )=x^{3}-3x\alpha \,}
{\displaystyle D_{4}(x,\alpha )=x^{4}-4x^{2}\alpha +2\alpha ^{2}.\,}
第二種ディクソン多項式 En は、次で定義される。
{\displaystyle E_{n}(x,\alpha )=\sum _{p=0}^{\lfloor n/2\rfloor }{\binom {n-p}{p}}(-\alpha )^{p}x^{n-2p}.}
この研究は多くはなされておらず、その性質は第一種ディクソン多項式と同様である。第二種ディクソン多項式のはじめのいくつかを挙げると、次のようになる。
{\displaystyle E_{0}(x,\alpha )=1\,}
{\displaystyle E_{1}(x,\alpha )=x\,}
{\displaystyle E_{2}(x,\alpha )=x^{2}-\alpha \,}
{\displaystyle E_{3}(x,\alpha )=x^{3}-2x\alpha \,}
{\displaystyle E_{4}(x,\alpha )=x^{4}-3x^{2}\alpha +\alpha ^{2}.\,}

## 性質
Dn は次の等式
{\displaystyle D_{n}(u+\alpha /u,\alpha )=u^{n}+(\alpha /u)^{n}\,;}
{\displaystyle D_{mn}(x,\alpha )=D_{m}(D_{n}(x,\alpha ),\alpha ^{n})\,}
を満たす。n≥2 に対し、ディクソン多項式は漸化式
{\displaystyle D_{n}(x,\alpha )=xD_{n-1}(x,\alpha )-\alpha D_{n-2}(x,\alpha )\,}
{\displaystyle E_{n}(x,\alpha )=xE_{n-1}(x,\alpha )-\alpha E_{n-2}(x,\alpha )\,}
を満たす。ディクソン多項式 Dn = y は次の常微分方程式の解である。
{\displaystyle (x^{2}-4\alpha )y''+xy'-n^{2}y=0.\,}
また、第二種ディクソン多項式 En = y は次の微分方程式の解である。
{\displaystyle (x^{2}-4\alpha )y''+3xy'-n(n+2)y=0.\,}
それらの通常型母関数は、次で与えられる。
{\displaystyle \sum _{n}D_{n}(x,\alpha )z^{n}={\frac {2-xz}{1-xz+\alpha z^{2}}}\,}
{\displaystyle \sum _{n}E_{n}(x,\alpha )z^{n}={\frac {1}{1-xz+\alpha z^{2}}}.\,}

## 他の多項式との関係
- 複素数体上のディクソン多項式は、チェビシェフ多項式 Tn および Un と次の式で関連付けられる。

{\displaystyle D_{n}(2xa,a^{2})=2a^{n}T_{n}(x)\,}
{\displaystyle E_{n}(2xa,a^{2})=a^{n}U_{n}(x).\,}
重要なことであるが、ディクソン多項式 Dn(x,a) は a が二乗でない環や、標数が 2 の環の上で定義できる。そのような場合、Dn(x,a) はしばしばチェビシェフ多項式とは関連を持たないことになる。
- パラメータが α = 1 あるいは α = -1 であるディクソン多項式は、フィボナッチ多項式やリュカ多項式と関連付けられる。
- α = 0 の場合のディクソン多項式は、次の単項式を与える：

{\displaystyle D_{n}(x,0)=x^{n}\,.}

## 置換多項式とディクソン多項式
（与えられた有限体に対する）置換多項式（permutation polynomial）とは、その体の元の置換として働くもののことを言う。
ディクソン多項式 Dn(x,α)（固定された α に対する x の関数と見なされる）が q 個の元を持つ体に対する置換行列であるための必要十分条件は、n と q2−1 が互いに素であることである。
M. Fried (1970) は、無限に多くの素体に対する置換行列であるような任意の整数多項式は、ディクソン多項式と（有理係数の）線形多項式の合成であることを示した。この主張はシューアの予想として知られていたが、実際にはシューアはその予想を行っていなかった。Fried の論文は多くのミスを含んでいたため、その訂正は G. Turnwald (1995) によってなされ、P. Müller (1997) はシューアのある議論に沿った簡明な証明を与えた。
さらに P. Müller (1997) は、次数が q−1 と互いに素で、かつ q1/4 より小さいような有限体 Fq 上の任意の置換多項式は、必ずディクソン多項式と線形多項式の合成であることを示した。